# Giro di Svizzera 2023
Il Giro di Svizzera 2023, ottantaseiesima edizione della corsa, valido come ventiquattresima prova dell'UCI World Tour 2023 categoria 2.UWT, si svolge in otto tappe dall'11 al 18 giugno 2023 su un percorso di 922,9 km, con partenza da Einsiedeln e arrivo a Abtwil, in Svizzera. La vittoria fu appannaggio del danese Mattias Skjelmose, il quale completò il percorso in 21h17'19" alla media di 43,590 km/h precedendo lo spagnolo Juan Ayuso e il belga Remco Evenepoel.
Il 15 giugno 2023, nel corso della quinta tappa con partenza a Fiesch e arrivo a La Punt, lungo la discesa del Passo dell'Albula, il ciclista svizzero Gino Mäder esce di strada precipitando in un burrone per decine di metri. Trasportato d'urgenza all'ospedale di Chur, il corridore è deceduto il giorno successivo.

## Tappe
| Tappa  | Data      | Percorso                                    | km    | Vincitore di tappa | Leader cl. generale |
| ------ | --------- | ------------------------------------------- | ----- | ------------------ | ------------------- |
| 1ª     | 11 giugno | Einsiedeln > Einsiedeln (cron. individuale) | 12,7  | Stefan Küng        | Stefan Küng         |
| 2ª     | 12 giugno | Beromünster > Nottwil                       | 173,7 | Biniam Girmay      | Stefan Küng         |
| 3ª     | 13 giugno | Tafers > Villars-sur-Ollon                  | 143,8 | Mattias Skjelmose  | Mattias Skjelmose   |
| 4ª     | 14 giugno | Monthey > Leukerbad                         | 152,5 | Felix Gall         | Felix Gall          |
| 5ª     | 15 giugno | Fiesch > La Punt                            | 211   | Juan Ayuso         | Mattias Skjelmose   |
| 6ª     | 16 giugno | Chur > Oberwil-Lieli                        | 20    | neutralizzata      | Mattias Skjelmose   |
| 7ª     | 17 giugno | Tübach > Weinfelden                         | 183,5 | Remco Evenepoel    | Mattias Skjelmose   |
| 8ª     | 18 giugno | San Gallo > Abtwil (cron. individuale)      | 25,7  | Juan Ayuso         | Mattias Skjelmose   |
| Totale | Totale    | Totale                                      | 922,9 |                    |                     |

## Squadre e corridori partecipanti
| N.      | Cod. | Squadra                  |
| ------- | ---- | ------------------------ |
| 1-7     | IGD  | Ineos Grenadiers         |
| 11-17   | ACT  | AG2R Citroën Team        |
| 21-27   | ADC  | Alpecin-Deceuninck       |
| 31-37   | AST  | Astana Qazaqstan Team    |
| 41-47   | TBV  | Bahrain Victorious       |
| 51-57   | BOH  | Bora-Hansgrohe           |
| 61-67   | COF  | Cofidis                  |
| 71-77   | EFE  | EF Education-EasyPost    |
| 81-87   | GFC  | Groupama-FDJ             |
| 91-97   | ICW  | Intermarché-Circus-Wanty |
| 101-107 | TJV  | Jumbo-Visma              |
| 111-117 | MOV  | Movistar Team            |

| N.      | Cod. | Squadra                |
| ------- | ---- | ---------------------- |
| 121-127 | SOQ  | Soudal Quick-Step      |
| 131-137 | ARK  | Team Arkéa-Samsic      |
| 141-147 | DSM  | Team DSM               |
| 151-157 | JAY  | Team Jayco AlUla       |
| 161-167 | TFS  | Trek-Segafredo         |
| 171-177 | UAD  | UAE Team Emirates      |
| 181-187 | IPT  | Israel-Premier Tech    |
| 191-197 | LTD  | Lotto Dstny            |
| 201-207 | Q36  | Q36.5 Pro Cycling Team |
| 211-217 | TEN  | TotalEnergies          |
| 221-227 | TUD  | Tudor Pro Cycling Team |

## Dettagli delle tappe

### 1ª tappa
- 11 giugno: Einsiedeln > Einsiedeln – Cronometro individuale – 12,7 km

Risultati
| Pos. | Corridore       | Squadra  | Tempo  |
| ---- | --------------- | -------- | ------ |
| 1    | Stefan Küng     | Groupama | 13'31" |
| 2    | Remco Evenepoel | Soudal   | a 6"   |
| 3    | Wout Van Aert   | Jumbo    | a 10"  |

| Pos. | Corridore       | Squadra  | Tempo  |
| ---- | --------------- | -------- | ------ |
| 1    | Stefan Küng     | Groupama | 13'31" |
| 2    | Remco Evenepoel | Soudal   | a 6"   |
| 3    | Wout Van Aert   | Jumbo    | a 10"  |

### 2ª tappa
- 12 giugno: Beromünster > Nottwil – 173,7 km

Risultati
| Pos. | Corridore     | Squadra     | Tempo    |
| ---- | ------------- | ----------- | -------- |
| 1    | Biniam Girmay | Intermarché | 3h53'37" |
| 2    | Arnaud Démare | Groupama    | s.t.     |
| 3    | Wout Van Aert | Jumbo       | s.t.     |

| Pos. | Corridore       | Squadra  | Tempo    |
| ---- | --------------- | -------- | -------- |
| 1    | Stefan Küng     | Groupama | 4h07'08" |
| 2    | Remco Evenepoel | Soudal   | a 5"     |
| 3    | Wout Van Aert   | Jumbo    | a 6"     |

### 3ª tappa
- 13 giugno: Tafers > Villars-sur-Ollon – 143,8 km

Risultati
| Pos. | Corridore         | Squadra | Tempo    |
| ---- | ----------------- | ------- | -------- |
| 1    | Mattias Skjelmose | Trek    | 3h29'14" |
| 2    | Felix Gall        | AG2R    | a 3"     |
| 3    | Juan Ayuso        | UAE     | a 12"    |

| Pos. | Corridore         | Squadra | Tempo    |
| ---- | ----------------- | ------- | -------- |
| 1    | Mattias Skjelmose | Trek    | 7h36'31" |
| 2    | Remco Evenepoel   | Soudal  | a 17"    |
| 3    | Juan Ayuso        | UAE     | a 24"    |

### 4ª tappa
- 14 giugno: Monthey > Leukerbad – 152,5 km

Risultati
| Pos. | Corridore         | Squadra | Tempo    |
| ---- | ----------------- | ------- | -------- |
| 1    | Felix Gall        | AG2R    | 3h42'22" |
| 2    | Remco Evenepoel   | Soudal  | a 1'02"  |
| 3    | Mattias Skjelmose | Trek    | a 1'03"  |

| Pos. | Corridore         | Squadra | Tempo     |
| ---- | ----------------- | ------- | --------- |
| 1    | Felix Gall        | AG2R    | 11h19'50" |
| 2    | Mattias Skjelmose | Trek    | a 2"      |
| 3    | Remco Evenepoel   | Soudal  | a 16"     |

### 5ª tappa
- 15 giugno: Fiesch > La Punt – 211 km

Risultati
| Pos. | Corridore         | Squadra | Tempo    |
| ---- | ----------------- | ------- | -------- |
| 1    | Juan Ayuso        | UAE     | 5h23'01" |
| 2    | Mattias Skjelmose | Trek    | a 54"    |
| 3    | Pello Bilbao      | Bahrain | s.t.     |

| Pos. | Corridore         | Squadra | Tempo     |
| ---- | ----------------- | ------- | --------- |
| 1    | Mattias Skjelmose | Trek    | 16h43'41" |
| 2    | Felix Gall        | AG2R    | a 8"      |
| 3    | Juan Ayuso        | UAE     | a 18"     |

### 6ª tappa
- 16 giugno: Chur > Oberwil-Lieli – 20 km

Risultati
| Pos. | Corridore | Squadra | Tempo |
| ---- | --------- | ------- | ----- |
| -    |           |         |       |

| Pos. | Corridore         | Squadra | Tempo     |
| ---- | ----------------- | ------- | --------- |
| 1    | Mattias Skjelmose | Trek    | 16h43'41" |
| 2    | Felix Gall        | AG2R    | a 8"      |
| 3    | Juan Ayuso        | UAE     | a 18"     |

### 7ª tappa
- 17 giugno: Tübach > Weinfelden – 183,5 km

Risultati
| Pos. | Corridore       | Squadra | Tempo    |
| ---- | --------------- | ------- | -------- |
| 1    | Remco Evenepoel | Soudal  | 4h01'04" |
| 2    | Wout Van Aert   | Jumbo   | s.t.     |
| 3    | Bryan Coquard   | Cofidis | s.t.     |

| Pos. | Corridore         | Squadra | Tempo     |
| ---- | ----------------- | ------- | --------- |
| 1    | Mattias Skjelmose | Trek    | 20h44'45" |
| 2    | Felix Gall        | AG2R    | a 8"      |
| 3    | Juan Ayuso        | UAE     | a 18"     |

### 8ª tappa
- 18 giugno : San Gallo > Abtwil - 25,7 km (cronometro individuale)

Risultati
| Pos. | Corridore         | Squadra   | Tempo  |
| ---- | ----------------- | --------- | ------ |
| 1    | Juan Ayuso        | UAE       | 32'25" |
| 2    | Remco Evenepoel   | Quickstep | a 8"   |
| 3    | Mattias Skjelmose | Trek      | a 9"   |

| Pos. | Corridore         | Squadra   | Tempo     |
| ---- | ----------------- | --------- | --------- |
| 1    | Mattias Skjelmose | Trek      | 21h17'19" |
| 2    | Juan Ayuso        | UAE       | a 9"      |
| 3    | Remco Evenepoel   | Quickstep | a 45"     |

## Evoluzione delle classifiche
| Tappa              | Vincitore          | Classifica generale Maglia gialla | Classifica a punti Maglia nera | Classifica scalatori Maglia rossa | Classifica giovani Maglia bianca | Classifica a squadre |
| ------------------ | ------------------ | --------------------------------- | ------------------------------ | --------------------------------- | -------------------------------- | -------------------- |
| 1ª                 | Stefan Küng        | Stefan Küng                       | Stefan Küng                    | non assegnata                     | Remco Evenepoel                  | Soudal Quick-Step    |
| 2ª                 | Biniam Girmay      | Stefan Küng                       | Wout Van Aert                  | Nickolas Zukowsky                 | Remco Evenepoel                  | Soudal Quick-Step    |
| 3ª                 | Mattias Skjelmose  | Mattias Skjelmose                 | Wout Van Aert                  | Nickolas Zukowsky                 | Mattias Skjelmose                | Ineos Grenadiers     |
| 4ª                 | Felix Gall         | Felix Gall                        | Wout Van Aert                  | Lilian Calmejane                  | Felix Gall                       | Ineos Grenadiers     |
| 5ª                 | Juan Ayuso         | Mattias Skjelmose                 | Wout Van Aert                  | Pascal Eenkhoorn                  | Mattias Skjelmose                | AG2R Citroën Team    |
| 6ª                 | neutralizzata      | Mattias Skjelmose                 | Wout Van Aert                  | Pascal Eenkhoorn                  | Mattias Skjelmose                | AG2R Citroën Team    |
| 7ª                 | Remco Evenepoel    | Mattias Skjelmose                 | Wout Van Aert                  | Pascal Eenkhoorn                  | Mattias Skjelmose                | AG2R Citroën Team    |
| 8ª                 | Juan Ayuso         | Mattias Skjelmose                 | Wout Van Aert                  | Pascal Eenkhoorn                  | Mattias Skjelmose                | AG2R Citroën Team    |
| Classifiche finali | Classifiche finali | Mattias Skjelmose                 | Wout Van Aert                  | Pascal Eenkhoorn                  | Mattias Skjelmose                | AG2R Citroën Team    |

Maglie indossate da altri ciclisti in caso di due o più maglie vinte
- Nella 2ª tappa Wout Van Aert ha indossato la maglia nera al posto di Stefan Küng.
- Nella 4ª tappa Juan Ayuso ha indossato la maglia bianca al posto di Mattias Skjelmose.
- Nella 5ª tappa Mattias Skjelmose ha indossato la maglia bianca al posto di Felix Gall.
- Dalla 6ª all'8ª tappa Felix Gall ha indossato la maglia bianca al posto di Mattias Skjelmose.

## Classifiche finali

### Classifica generale - Maglia gialla
| Pos. | Corridore         | Squadra | Tempo     |
| ---- | ----------------- | ------- | --------- |
| 1    | Mattias Skjelmose | Trek    | 21h17'19" |
| 2    | Juan Ayuso        | UAE     | a 9"      |
| 3    | Remco Evenepoel   | Soudal  | a 45"     |
| 4    | Wilco Kelderman   | Jumbo   | a 2'09"   |
| 5    | Romain Bardet     | DSM     | a 2'41"   |
| 6    | Rigoberto Urán    | EF      | a 2'47"   |
| 7    | Cian Uijtdebroeks | Bora    | a 3'04"   |
| 8    | Felix Gall        | AG2R    | a 3'25"   |
| 9    | Dylan Teuns       | Israel  | a 4'29"   |
| 10   | Harold Tejada     | Astana  | a 4'57"   |

### Classifica a punti - Maglia nera
| Pos. | Corridore         | Squadra | Punti |
| ---- | ----------------- | ------- | ----- |
| 1    | Wout Van Aert     | Jumbo   | 52    |
| 2    | Remco Evenepoel   | Soudal  | 40    |
| 3    | Mattias Skjelmose | Trek    | 32    |
| 4    | Juan Ayuso        | UAE     | 30    |
| 5    | Felix Gall        | AG2R    | 20    |

### Classifica scalatori - Maglia rossa
| Pos. | Corridore         | Squadra | Punti |
| ---- | ----------------- | ------- | ----- |
| 1    | Pascal Eenkhoorn  | Lotto   | 44    |
| 2    | Sergio Higuita    | Bora    | 28    |
| 3    | Juan Ayuso        | UAE     | 26    |
| 4    | Felix Gall        | AG2R    | 24    |
| 5    | Nickolas Zukowsky | Q36.5   | 17    |

### Classifica giovani - Maglia bianca
| Pos. | Corridore         | Squadra | Tempo     |
| ---- | ----------------- | ------- | --------- |
| 1    | Mattias Skjelmose | Trek    | 21h17'19" |
| 2    | Juan Ayuso        | UAE     | a 9"      |
| 3    | Remco Evenepoel   | Soudal  | a 45"     |
| 4    | Cian Uijtdebroeks | Bora    | a 3'04"   |
| 5    | Felix Gall        | AG2R    | a 3'25"   |

### Classifica a squadre
| Pos. | Squadra             | Tempo     |
| ---- | ------------------- | --------- |
| 1    | AG2R Citroën Team   | 64h28'19" |
| 2    | Israel-Premier Tech | a 2'35"   |
| 3    | Ineos Grenadiers    | a 5'22"   |
| 4    | Team Jayco AlUla    | a 6'19"   |
| 5    | Bora-Hansgrohe      | a 9'35"   |